# Lystjärnen (Holmedals socken, Värmland, 660929-128080)
Lystjärnen är en sjö i Årjängs kommun i Värmland och ingår i Göta älvs huvudavrinningsområde.